# Археологическа култура
Вижте пояснителната страница за други значения на Култура.
Археологическата култура е понятие, основополагащо при изучаването на древните общества. Археологическата култура представлява общност от археологически паметници, отнасящи се към едно и също време, към определена територия и отличаващи се с местни особености. Конкретната археологическа култура може да обединява даден народ, племе, обща традиция, както и икономическо или културно влияние.
Археологическата култура е териториално и времево ограничена специфика на материалната култура. Основни критерии за наличието на обща археологическа култура в рамките на повече от един археологически обект са погребалният обред, формата на керамичните и металните изделия, оръжията и накитите, на жилищата и селищата.
Археологическата култура не е етническа или езикова общност, а културо-антропологическа характеристика.

## Номенклатура
Назоваването на археологическите култури не следва строги правила. Различните археологически култури биват назовавани:
- по мястото на първата находка, например Латенска култура, Баалбергска култура;

- по името на реката, в чиято долина е разпространена;

- смесен вариант от първите два, например Старчево-Кришка култура;

- по вида погребение, например Култура на полетата с погребални урни, Култура на единичните погребения;

- по формата или украсата на керамичните изделия, например Култура на линейно-лентовата керамика, Култура на шнуровата керамика;

- по други типични артефакти;

- по характерни строителни съоръжения.

Когато една археологическа култура се разпростира върху днешната територия на различни държави, тя е известна под няколко названия; пример за това е археологическата култура, наричана Бьохаймкирхе в Долна Австрия,
Мадяровце в югозападна Словакия и Ветержов в чешката област Моравия.